# دهه ۱۳۷۰ (خورشیدی)
دههٔ ۱۳۷۰ از ۱ فروردین ۱۳۷۰ آغاز شد و در ۳۰ اسفند سال ۱۳۷۹ پایان یافت. این دهه در تقویم میلادی معادل ۲۱ مارس ۱۹۹۱ تا ۲۰ مارس ۲۰۰۱ است.
ویژگی سیاسی این دهه در ایران ریاست جمهوری هاشمی رفسنجانی و به اصطلاح دولت سازندگی و پس از آن ریاست جمهوری سید محمد خاتمی و دوران اول اصلاحات است. در این دهه، جریان اصلاح‌طلب شکل گرفت و اوج آن در انتخابات ۲ خرداد ۱۳۷۶ و انتخاب سید محمد خاتمی به ریاست جمهوری بود.

## رویدادها
- قتل‌های زنجیره‌ای ایران
- جام حذفی فوتبال ایران ۷۰–۱۳۶۹
- تأسیس دانشگاه ملایر
- تأسیس کیش ایر
- زمین‌لرزه ۱۳۷۸ کازرون
- اتمام برنامه رادیویی صبح جمعه با شما پس از سه دهه پخش (آغاز مجدد پخش در ۱۳۹۷)
- شکل‌گیری موسیقی زیرزمینی در ایران و رپ فارسی
- تأسیس کانون تکواندوکاران ایران
- شروع برنامه فرزند کمتر، زندگی بهتر در ایران

## زادگان
- حمید هیراد خوانندهٔ موسیقی سنتی و پاپ اهل ایران
- میلاد ابطحی بازیکن فوتبال اهل ایران
- سعید عزت‌اللهی بازیکن فوتبال
- سردار آزمون بازیکن فوتبال
- محمدرضا گرایی کشتی‌گیر
- ارسلان قاسمی بازیگر ایرانی
- ترلان پروانه بازیگر ایرانی
- ریحانه پارسا

## درگذشتگان
- شاپور بختیار سیاستمدار
- مهرداد اوستا نویسنده و شاعر
- تقی ظهوری بازیگر
- فریدون فرخزاد بازیگر، شومن و فعال سیاسی